# Mark Shuttleworth
Mark Shuttleworth (* 18. září 1973) je jihoafrický podnikatel, který se stal druhým vesmírným turistou a zároveň je také prvním občanem nezávislého afrického státu, který se dostal do vesmíru. Shuttleworth byl členem posádky 3. návštěvní expedice (EP-3), která 25. dubna 2002 odstartovala z kosmodromu Bajkonur k Mezinárodní vesmírné stanici (ISS). Ve vesmíru strávil 9 dní, 21 hodin a 25 minut, cesta ho stála cca 20 milionů dolarů. Na cestu do vesmíru se připravoval 7 měsíců v trénovací stanici v Rusku. V současné době žije na ostrově Man, je aktivním členem skupiny Ubuntu. Studoval na univerzitě v Kapském Městě, kde i vyrůstal, obor Finance a Informační systémy. V současné době se stále věnuje rozvoji Ubuntu. Ve volném čase Mark čte sci-fi, surfuje a hlavně relaxuje. Je nadšeným sportovcem, zajímají ho hlavně surf, snowboarding a kitesurf. Zajímavosti: Mark nerad mluví před velkým publikem.

## Práce
V devadesátých letech se Shuttleworth zúčastnil vývoje operačního systému Debian GNU/Linux.
V roce 1995 založil společnost Thawte, která se specializuje na digitální certifikáty a internetovou bezpečnost. Společnost byla prodána VeriSign v prosinci 1999 za 3,5 miliardy randů (okolo 575 miliónů dolarů). Certifikáty se používají ke zvýšení bezpečnosti při přenosu dat, např. mezi webovým prohlížečem a Internetem.
V září 2000 Shuttleworth zformoval investiční společnost HBD Venture Capital, business incubator a venture capital. HDB primárně investuje v Africe, ale má globální potenciál a aktivně hledá možnosti po celém světě.
V roce 2001 zformoval Shuttleworth Foundation, neziskovou organizaci oddanou sociálním inovacím, která také financuje vzdělání a open source projekty v Jižní Africe, jako je Freedom Toaster.
V březnu 2004 založil společnosti Canonical Ltd. a projekt Ubuntu, což je linuxový systém založený na distribuci Debian. S verzí s dlouhodobou podporou (LTS) proniknul do firemního prostředí. Ubuntu převzalo balíčkovací systém Debianu, tedy soubory s koncovkou DEB, a před přechodem k Unity bylo výchozím desktopovým prostředím Gnome.
V roce 2005 založil Ubuntu Foundation a vložil do ní počáteční investici 10 miliónů amerických dolarů. 
Dne 15. října 2006 bylo oznámeno, že Mark Shuttleworth se stal prvním patronem KDE, nejvyšší úrovně dostupné sponzorováním. Své "patronství" ukončil v průběhu roku 2012, v souvislosti s ukončením finanční podpory Kubuntu, varianty Ubuntu s prostředím KDE.